# Sidewalks of New York
Sidewalks of New York – komedia romantyczna produkcji USA z 2001 roku.

## Obsada
- Edward Burns – Thomas „Tommy” Reilly
- Rosario Dawson – Maria Tedesko
- Dennis Farina – Carpo
- Heather Graham – Annie Matthews
- David Krumholtz – Benjamin „Ben” Bazler
- Brittany Murphy – Ashley
- Stanley Tucci – Griffin „Griff” Ritso